# The Wombats Proudly Present: A Guide to Love, Loss & Desperation
The Wombats Proudly Present: A Guide to Love, Loss & Desperation — студийный альбом английской инди-группы The Wombats, который был выпущен в Великобритании, третий, если учитывать два альбома, вышедших эксклюзивно в Японии. В Великобритании альбом был выпущен 5 ноября 2007 года через лейбл 14th Floor Records, а в США - 24 июня 2008 года на лейбле Roadrunner Records.

## Список композиций
Все слова написаны Мэтью Мёрфи, а вся музыка группой The Wombats.
1. "Tales of Girls, Boys & Marsupials" 1:10
2. "Kill the Director" 2:42
3. "Moving to New York" 3:31
4. "Lost in the Post" 3:06
5. "Party in a Forest (Where's Laura?)" 3:27
6. "School Uniforms" 3:14
7. "Here Comes The Anxiety" 2:31
8. "Let's Dance to Joy Division" 3:11
9. "Backfire at the Disco" 3:13
10. "Little Miss Pipedream" 4:12
11. "Dr. Suzanne Mattox PhD" 3:33
12. "Patricia the Stripper" 4:01
13. "My First Wedding" 6:38 (скрытый трек) - версия песни Tales of Girls, Boys and Marsupials, исполненная на пианино.

## Бонус-треки
1. "Derail and Crash" 3:29 (бонус-трек на iTunes)
2. "Metro Song" 3:51 (бонус-трек на iTunes)

## DVD
С диском также шёл DVD, на котором находились следующие бонусы:
1. "Let's Dance to Joy Division (клип)"
2. "Kill the Director (клип)"
3. "Backfire at the Disco (клип)"
4. "Moving to New York (клип)"
5. "The Wombats в Остине"
6. "Found Footage"